# Mister Friendship International
Mister Friendship International (tiếng Việt: Nam vương Hữu nghị Quốc tế) là cuộc thi sắc đẹp quốc tế dành cho nam giới do Kampol Thongchai sáng lập, được tổ chức lần đầu vào năm 2021. Đương kim Mister Friendship International là Henry Chang đến từ Đài Loan.

## Mister Friendship International
| Lần thứ | Năm  | Ngày                 | Mister Friendship International | Á vương                                                     | Á vương                                      | Á vương                                                                    | Á vương                            | Á vương | Nơi tổ chức         | Số thí sinh | T.k.              |
| Lần thứ | Năm  | Ngày                 | Mister Friendship International | 1                                                           | 2                                            | 3                                                                          | 4                                  | 5 | Nơi tổ chức         | Số thí sinh | T.k.              |
| ------- | ---- | -------------------- | ------------------------------- | ----------------------------------------------------------- | -------------------------------------------- | -------------------------------------------------------------------------- | ---------------------------------- | --- | ------------------- | ----------- | ----------------- |
| 1       | 2021 | 30 tháng 6 năm 2021  | Migo de Vera · Philippines      | Không trao giải                                             | Không trao giải                              | Không trao giải                                                            | Không trao giải                    | Không trao giải | Online              | 18          | [ 1 ]             |
| 2       | 2022 | 18 tháng 12 năm 2022 | Yoo Byeong Eun · Hàn Quốc       | Kanawach Kueakanchanaphon · Thái Lan                        | Songashim Rungsung · Ấn Độ                   | Mike Van Doorn · Hà Lan                                                    | Leivy Caminero · Cộng hòa Dominica | Không trao giải | Khon Kaen, Thái Lan | 16          | [ 1 ] [ 2 ] [ 3 ] |
| 3       | 2023 | 13 tháng 12 năm 2023 | Leav Veng Hour · Campuchia      | Sky Chu · Đài Loan                                          | Justin Stephen · Indonesia                   | Daksh Chaudhary · Ấn Độ                                                    | Jan Černohorský · Séc              | Jun Hyeok Ko · Hàn QuốcKaung Sitt · MyanmarMarko Črnila · Thái LanHan Lin · Trung Quốc Nguyễn Trung Nguyên · Việt Nam | Khon Kaen, Thái Lan | 19          | [ 4 ] [ 5 ] [ 6 ] |
| 4       | 2024 | 8 tháng 12 năm 2024  | Henry Chang · Đài Loan          | Immanuel Nicolas · IndonesiaJansen Kenley See · Philippines | Khoon Nya · MyanmarNguyễn Hồng Hà · Việt Nam | Mateusz Lis · Ba LanRoland Castronuevo · CanadaApirak Sarapee · Thái Lan · | Không trao giải                    | Không trao giải | Lộc Cảng, Đài Loan  | 17          | [ 7 ]             |
| 5       | 2025 | Tháng 12 năm 2025    |                                 |                                                             |                                              |                                                                            |                                    | | Khon Kaen, Thái Lan |             |                   |

### Quốc gia/vùng lãnh thổ theo số lần đăng quang
| Quốc gia/vùng lãnh thổ | Số lần | Năm  |
| ---------------------- | ------ | ---- |
| Philippines            | 1      | 2021 |
| Hàn Quốc               | 1      | 2022 |
| Campuchia              | 1      | 2023 |
| Đài Loan               | 1      | 2024 |

## Các lần tổ chức Mister Friendship International

### 2021
Mister Friendship International 2021 là cuộc thi Mister Friendship International lần thứ 1 được tổ chức tại trực tuyến vào ngày 30 tháng 6 năm 2021. Có 18 thí sinh dự thi, Migo de Vera đến từ Philippines đăng quang ngôi vị Mister Friendship International.
Kết quả
| Hạng                                 | Thí sinh |
| ------------------------------------ | --- |
| Mister Friendship International 2021 | - Philippines — Migo de Vera |
| Top 5                                | - Brasil — Wellington de Souza - Malaysia — Stefan Bradley Alex - Panama — Jose Alberto Zambrano - Zimbabwe — Ishmael Murangandi             |
| Top 10                               | - México — Luis Edgar Fajardo - Hà Lan — Jeffrey Rens - Calapan, Philippines — Polo Roberto B. Elbo. - Thái Lan — Benjamin Tharathornworaset |

Các thí sinh
| Quốc gia/vùng lãnh thổ | Thí sinh                   |
| ---------------------- | -------------------------- |
| Banten, Indonesia      | Faisal Fai Sal             |
| Bờ Biển Ngà            | Ange Patrick Koffi         |
| Brasil                 | Welligton de Souza         |
| Calapan, Philippines   | Polo Roberto B. Elbo.      |
| Cavite, Philippines    | Migo De Vera               |
| Haiti                  | Marc Elie                  |
| Hà Lan                 | Jeffrey Rens               |
| Hàn Quốc               | Changwook Woo              |
| Lampung, Indonesia     | Rezky Agung                |
| Malaysia               | Stefan Bradley Alex        |
| Manila, Philippines    | Inigo Acuna                |
| México                 | Luis Edgar Fajardo         |
| Mindoro, Philippines   | Thomas Anselmo             |
| Nigeria                | Daniel Ofurum              |
| Pakistan               | Muhammad Fahad             |
| Panama                 | Jose Alberto Zambrano      |
| Thái Lan               | Benjamin Tharathornworaset |
| Zimbabwe               | Ishmael Murangandi         |

### 2022
Mister Friendship International 2022 là cuộc thi Mister Friendship International lần thứ 2 được tổ chức tại thành phố Khon Kaen, Thái Lan vào ngày 18 tháng 12 năm 2022. Có 16 thí sinh dự thi, Yoo Byeong Eun đến từ Hàn Quốc đăng quang ngôi vị Mister Friendship International.
Kết quả
| Hạng                                 | Thí sinh |
| ------------------------------------ | --- |
| Mister Friendship International 2022 | - Hàn Quốc — Yoo Byeong Eun |
| Á vương 1                            | - Thái Lan — Kanawach Kueakanchanaphon |
| Á vương 2                            | - Ấn Độ — Songashim Rungsung |
| Á vương 3                            | - Hà Lan — Mike Van Doorn |
| Á vương 4                            | - Cộng hòa Dominica — Leivy Caminero |
| Top 10                               | - Guyane thuộc Pháp — Joachim Dominique Tanksley - Lào — Alavanh Siriphat - Philippines — Jose Carlos Paras - Séc — David Strnad - Việt Nam — Hoàng Việt An |

Các giải thưởng
| Giải thưởng                | Thí sinh |
| -------------------------- | --- |
| Best National Costume      | Winner - Indonesia — Chandra Saputra 1st Runner-Up - Puerto Rico — Nicholas Stanton 2nd Runner-Up - Campuchia — Lee Seang Huy |
| Mister Photogenic          | - Hàn Quốc — Yoo Byeong Eun                                                                                                   |
| Mister Congeniality        | - Lào — Alavanh Siriphat |
| Best Personality           | - Ấn Độ — Songashim Rungsung                                                                                                  |
| Mister Charming            | - Việt Nam — Hoàng Việt An |
| Mister Select Smile        | - Philippines — Jose Carlos Paras                                                                                             |
| Best in Talent             | - Séc — David Strnad |
| Best Physique              | - Guyane thuộc Pháp — Joachim Dominique Tanksley                                                                              |
| Best Swimsuit              | - Hàn Quốc — Yoo Beyong Eun                                                                                                   |
| Mister Fashion Model Award | - Myanmar — Yaw Thurt Gom Khaung                                                                                              |
| Best Performance Award     | - Cộng hòa Dominica — Leivy Caminero                                                                                          |
| Mister Khon Kaen           | Winner - Séc — David Strnad 1st Runner-Up - Thái Lan — Kanawach Kueakanchanaphon 2nd Runner-Up - Hàn Quốc — Yoo Beyong Eun    |
| Aura Rich Men              | - Hàn Quốc — Yoo Byeong Eun - Séc — David Strnad - Thái Lan — Kanawach Kueakanchanaphon                                       |

Các thí sinh
| Quốc gia/vùng lãnh thổ | Thí sinh                   |
| ---------------------- | -------------------------- |
| Ấn Độ                  | Songashim Rungsung         |
| Campuchia              | Lee Seang Huy              |
| Cộng hòa Dominica      | Leivy Caminero             |
| Guyane thuộc Pháp      | Joachim Dominique Tanksley |
| Hà Lan                 | Mike Van Doorn             |
| Hàn Quốc               | Yoo Byeong Eun             |
| Indonesia              | Chandra Saputra            |
| Lào                    | Alavanh Siriphat           |
| Malaysia               | Allen Adamson James        |
| Myanmar                | Yaw Thurt Gom Khaung       |
| Philippines            | Jose Carlos Paras          |
| Puerto Rico            | Nicholas Stanton           |
| Séc                    | David Strnad               |
| Thái Lan               | Kanawach Kueakanchanaphon  |
| Trung Quốc             | Han Lin Lyu                |
| Việt Nam               | Hoàng Việt An              |

Dự thi quốc tế khác
| Cuộc thi             | Năm  | Quốc gia/vùng lãnh thổ | Thí sinh      | Thứ hạng       | T.k.   |
| -------------------- | ---- | ---------------------- | ------------- | -------------- | ------ |
| Mister Supranational | 2025 | Campuchia              | Heab Seanghuy | Không đạt giải | [ 16 ] |

### 2023
Mister Friendship International 2023 là cuộc thi Mister Friendship International lần thứ 3 được tổ chức tại FA Theater, Khon Kaen University, thành phố Khon Kaen, Thái Lan vào ngày 13 tháng 12 năm 2023. Có 19 thí sinh dự thi, Leav Veng Hour đến từ Campuchia đăng quang ngôi vị Mister Friendship International.
Kết quả
| Hạng                                 | Thí sinh |
| ------------------------------------ | --- |
| Mister Friendship International 2022 | - Campuchia — Leav Veng Hour |
| Á vương 1                            | - Đài Loan — Sky Chu |
| Á vương 2                            | - Indonesia — Justin Stephen |
| Á vương 3                            | - Ấn Độ — Daksh Chaudhary |
| Á vương 4                            | - Séc — Jan Černohorský |
| Á vương 5                            | - Hàn Quốc — Jun Hyeok Ko - Myanmar — Kaung Sitt - Thái Lan — Marko Črnila - Trung Quốc — Han Lin - Việt Nam — Nguyễn Trung Nguyên |

Các giải thưởng
| Giải thưởng                      | Thí sinh |
| -------------------------------- | --- |
| Best National Costume            | Winner - Đài Loan — Sky Chu 1st Runner-Up - Philippines — Vince Drexsil Tudtud 2nd Runner-Up - Việt Nam — Nguyễn Trung Nguyên                                 |
| Best Personality                 | - Việt Nam — Nguyễn Trung Nguyên |
| Mister Congeniality              | - Thái Lan — Marko Črnila |
| Best in Swimwear                 | - Campuchia — Leav Veng Hour |
| Chat Influencer                  | - Myanmar — Kaung Sitt |
| Best Model                       | - Ethiopia — Natnael Mirco |
| Best Physique                    | - Hàn Quốc — Jun Hyeok Ko |
| Mister Popular by Well'z Fitness | - Jamaica — Vaughn Miller - Campuchia —Leav Veng Hour - Lào — Bounyong Panyala - Myanmar — Kaung Sitt - Mauritius — Voshan Aubeeluck - Thái Lan —Marko Črnila |
| Best Talent                      | - Myanmar — Kaung Sitt |
| Mister Skin by C&C Clinic        | - Indonesia — Justin Stephen |

Các thí sinh
| Quốc gia/vùng lãnh thổ | Thí sinh             |
| ---------------------- | -------------------- |
| Ấn Độ                  | Daksh Chaudhary      |
| Campuchia              | Leav Veng Hour       |
| Đài Loan               | Sky Chu 朱天宇       |
| Ethiopia               | Natnael Mirco        |
| Hàn Quốc               | Jun Hyeok Ko         |
| Hoa Kỳ                 | Andy                 |
| Hồng Kông              | Bai Hao              |
| Indonesia              | Justin Stephen       |
| Jamaica                | Vaughn Miller        |
| Lào                    | Bounyong Panyala     |
| Malaysia               | Mutalib Mubin        |
| Mauritius              | Voshan Aubeeluck     |
| Myanmar                | Kaung Sitt           |
| Nga                    | Alexander Dotsenko   |
| Philippines            | Vince Drexsil Tudtud |
| Séc                    | Jan Černohorský      |
| Thái Lan               | Marko Črnila         |
| Trung Quốc             | Han Lin              |
| Việt Nam               | Nguyễn Trung Nguyên  |

### 2024
Mister Friendship International 2024 là cuộc thi Mister Friendship International lần thứ 4 được tổ chức tại Asia Pacific Resort, Lộc Cảng, Đài Loan vào ngày 8 tháng 12 năm 2024. Có 17 thí sinh dự thi, Henry Chang đến từ Đài Loan đăng quang ngôi vị Mister Friendship International.
Kết quả
| Hạng                                 | Thí sinh                                                                         |
| ------------------------------------ | -------------------------------------------------------------------------------- |
| Mister Friendship International 2024 | - Đài Loan — Henry Chang                                                         |
| Á vương 1                            | - Indonesia — Immanuel Nicolas - Philippines — Jansen Kenley See                 |
| Á vương 2                            | - Myanmar — Khoon Nya - Việt Nam — Nguyễn Hồng Hà                                |
| Á vương 3                            | - Ba Lan — Mateusz Lis - Canada — Roland Castronuevo - Thái Lan — Apirak Sarapee |

Các giải thưởng
| Giải thưởng                  | Thí sinh                           |
| ---------------------------- | ---------------------------------- |
| Mister Friendship Charming   | - Cộng hòa Dominica — Kelvin Marte |
| Mister Friendship Ambassador | - Thái Lan — Apirak Sarapee        |
| Mister Friendship Asia       | - Campuchia — Chea Auddam Fidel    |
| Mister Friendship Americas   | - Hoa Kỳ — Christopher Alan        |
| Mister Friendship Africa     | - Mauritius — Vasu-Kamlesh Singh   |
| Mister Friendship Europe     | - Séc — Petr Hantych               |

Các thí sinh
| Quốc gia/vùng lãnh thổ | Thí sinh             |
| ---------------------- | -------------------- |
| Ấn Độ                  | Saurabh Prabhudessai |
| Ba Lan                 | Mateusz Lis          |
| Campuchia              | Chea Auddam Fidel    |
| Canada                 | Roland Castronuevo   |
| Cộng hoà Dominica      | Kelvin Marte         |
| Đài Loan               | Henry Chang          |
| Hàn Quốc               | Lee Hee Yun          |
| Hoa Kỳ                 | Christopher Alan     |
| Indonesia              | Immanuel Nicolas     |
| Lào                    | Lung Thammavongsa    |
| Mauritius              | Vasu-Kamlesh Singh   |
| Myanmar                | Khoon Nya            |
| Philippines            | Jansen Kenley See    |
| Séc                    | Petr Hantych         |
| Singapore              | Jeremy Chase         |
| Thái Lan               | Apirak Sarapee       |
| Việt Nam               | Nguyễn Hồng Hà       |

### 2025
Mister Friendship International 2025 là cuộc thi Mister Friendship International lần thứ 5 được tổ chức tại thành phố Khon Kaen, Thái Lan vào tháng 12 năm 2025.
Các thí sinh
| Quốc gia/vùng lãnh thổ | Thí sinh             |
| ---------------------- | -------------------- |
| Ấn Độ                  | Sonish Hinduja       |
| Ba Lan                 | Maciek Pociecha      |
| Bhutan                 | Kezang Phuntsho      |
| Canada                 | Neville Chand        |
| Colombia               | Jefferson Calderon   |
| Đài Loan               | Benson Ku            |
| Cộng hoà Dominica      | Ken Gonzalez         |
| Ecuador                | Eduardo Jose De Gois |
| Hà Lan                 | Jort Hofman          |
| Jamaica                | Anthony Arroyo       |
| Malaysia               | Azwan Hj Ismail      |
| México                 | Omar Martin          |
| Nhật Bản               | Akira Yamaguchi      |
| Panamá                 | Manuel Di Fino       |
| Singapore              | Alfie Aiden Tjen     |
| Thái Lan               | Niwat Naknuan        |
| Trung Quốc             | Zhao Tianxiang Wayne |
| Venezuela              | Bryan Eduardo        |
| Việt Nam               | Nguyễn Thành Tâm     |

Dự thi cuộc thi sắc đẹp quốc tế khác
| Cuộc thi                   | Năm  | Quốc gia/vùng lãnh thổ | Thí sinh         | Thứ hạng  | T.k.   |
| -------------------------- | ---- | ---------------------- | ---------------- | --------- | ------ |
| Altitude Men International | 2019 | Việt Nam               | Nguyễn Thành Tâm | Á vương 4 | [ 25 ] |

### 2026
Mister Friendship International 2026 là cuộc thi Mister Friendship International lần thứ 6 được tổ chức vào năm 2026.
Các thí sinh
| Quốc gia/vùng lãnh thổ | Thí sinh         |
| ---------------------- | ---------------- |
| Việt Nam               | Nguyễn Thiện Khá |

## Danh sách đại diện Việt Nam
Chú thích màu
- : Nam vương
- : Á vương
- : Top chung kết
- : Top bán chung kết
- : Được giải thưởng đặc biệt

| Năm  | Tên                 | Quê quán              | Thứ hạng tại Mister Friendship Vietnam | Thứ hạng tại Mister Friendship International | Giải thưởng đặc biệt                                         |
| ---- | ------------------- | --------------------- | -------------------------------------- | -------------------------------------------- | ------------------------------------------------------------ |
| 2022 | Hoàng Việt An       | Bắc Giang             | Bổ nhiệm                               | Top 10                                       | 1 - - Mister Charming                                        |
| 2023 | Nguyễn Trung Nguyên | Thành phố Hồ Chí Minh | Bổ nhiệm                               | Á vương 5                                    | 2 - - 2nd Runner-Up Best National Costume - Best Personality |
| 2024 | Nguyễn Hồng Hà      | Ninh Thuận            | Mister Friendship Vietnam 2024         | Á vương 2                                    |                                                              |
| 2025 | Nguyễn Thành Tâm    | Thành phố Hồ Chí Minh | Mister Friendship Vietnam 2025         |                                              |                                                              |
| 2026 | Nguyễn Thiện Khá    | Hải Phòng             | Á vương 1 (2025)                       |                                              |                                                              |